# Mistrzostwa Serbii w piłce nożnej mężczyzn
Mistrzostwa Serbii w piłce nożnej (serb. Prvenstvo Srbije u fudbalu, serb. cyr. Првенство Србије у фудбалу) – rozgrywki piłkarskie, prowadzone cyklicznie – corocznie lub co sezonowo (na przełomie dwóch lat kalendarzowych) – mające na celu wyłonienie najlepszej męskiej drużyny w Serbii.

## Historia
Mistrzostwa Serbii w piłce nożnej rozgrywane są od 2006 roku (Wcześniej od 1913 były rozgrywane jako nieoficjalne lub w składzie połączonej Jugosławii). Obecnie rozgrywki odbywają się w wielopoziomowych ligach: Superliga Srbije, Prva liga Srbije, Srpska Liga oraz niższych klasach.
W kwietniu 1903 roku w Belgradzie w Towarzystwie Gimnastycznym Soko powstała sekcja piłkarska klubu, czyli pierwszy serbski klub piłkarski SK Soko. Sześć miesięcy później (14 września) w Kragujevacu został założony przez Danilo Stojanovica klub Šumadija Kragujevac. Najstarszym klubem w obecnej Serbii jest Bačka Subotica (założony 3 sierpnia 1901), jednak należy zauważyć, że Subotica w tamtym czasie był częścią Austro-Węgier, a klub został organizowany przez Chorwatów. Soko Belgrad i Šumadija Kragujevac rozegrały pierwsze spotkanie w 1904 roku. Wkrótce w całej Serbii powstały nowe kluby piłkarskie. W 1913 wystartował pierwszy turniej piłkarski w Królestwie Serbii. Uczestniczyły w nim zespoły Soko Belgrad, Šumadija Kragujevac i Sokol Kraljevo. Wiosną 1914 Komitet Olimpijski Serbii po raz pierwszy zorganizował turniej piłkarski pomiędzy najbardziej znanymi serbskimi klubami. Turniej był rozgrywany systemem pucharowym i był znany jako Srpski kup (Serbski Puchar) lub Olimpijski kup (Puchar Olimpijski). Zwycięzcą został SK Velika Srbija, który pokonał 3:1 w finale SK Šumadija Kragujevac.
Po założeniu jugosłowiańskiej federacji piłkarskiej – NSJ (chorw. Nogometni Savez Jugoslavije) w kwietniu 1919 roku w Zagrzebiu, rozpoczął się proces zorganizowania pierwszych ligowych Mistrzostw Królestwa Serbów, Chorwatów i Słoweńców w sezonie 1923. Wcześniej w latach 1920, 1921 i 1923 zostały zorganizowany nieoficjalne mistrzostwa Serbii. Do 1927 roku rozgrywki odbywały się systemem pucharowym. W sezonie 1928 organizowane pierwsze ligowe rozgrywki. W rozgrywkach brało udział 6 zespołów, grając systemem kołowym. W sezonie 1931/32 i 1935/36 rozgrywano systemem pucharowym. Zwycięzca turnieju otrzymywał tytuł mistrza Jugosławii.
3 października 1929 zmieniono nazwę państwa na „Królestwo Jugosławii”, również Związek Piłkarski w maju 1930 został przeniesiony do Belgradu i przyjął serbską nazwę FSJ (Fudbalski savez Jugoslavije). Protestując na przemieszczenie siedziby chorwaccy piłkarze i trenerzy bojkotowali do 1945 reprezentację narodową Jugosławii. Podczas okupacji niemieckiej w latach 1941–1945 prowadzone osobno rozgrywki mistrzostw Chorwacji oraz mistrzostw Serbii.
W 1945 po utworzeniu Socjalistycznej Federacyjnej Republiki Jugosławii kontynuowano rozgrywki o mistrzostwo Jugosławii w najwyższej lidze, zwanej Prva savezna liga.
Po upadku SFR Jugosławii w 1991 roku powstała nowa Jugosławia, nazywająca się FR Jugosławia z Czarnogórą i Serbią. W 2003 państwo zmieniło nazwę na Serbię i Czarnogórę – związek ten trwał do 2006 roku, kiedy Czarnogóra uzyskała niepodległość i utworzyła własną Czarnogórską Pierwszą Ligę.
Rozgrywki zawodowej Superligi Srbije zainaugurowano w sezonie 2006/07.

## Mistrzowie i pozostali medaliści
| Sezon            | K | K | T | Mistrz                 | Wicemistrz             | III miejsce  | Br. | Król strzelców | Uwagi    |
| Prvenstvo Srbije |   |   |   |                        |                        |              |     |                |          |
| 1920             |   |   | 1 | BSK Belgrad            | SK Jugoslavija Belgrad | BUSK Belgrad | ?   | ?              | 5 klubów |
| 1921             |   |   | 2 | BSK Belgrad            | SK Jugoslavija Belgrad | BUSK Belgrad | ?   | ?              | 6 klubów |
| 1922             |   |   | 1 | SK Jugoslavija Belgrad | Vardar Belgrad         | BSK Belgrad  | ?   | ?              | 9 klubów |

| 1923–1941 | Mistrzostwa Jugosławii (do 1929 Królestwa Serbów, Chorwatów i Słoweńców) |

| Sezon                 | K | K | T | Mistrz      | Wicemistrz             | III miejsce        | Br. | Król strzelców | Uwagi                     |
| Srpska liga u fudbalu |   |   |   |             |                        |                    |     |                |                           |
| 1939/1940             |   |   | 3 | BSK Belgrad | SK Jugoslavija Belgrad | Slavija Sarajewo   | ?   | ?              | 10 klubów                 |
| 1940/1941             |   |   | 4 | BSK Belgrad | SK Jugoslavija Belgrad | Vojvodina Nowy Sad | ?   | ?              | 10 klubów                 |
| 1941/1942             |   |   | 2 | SK 1913     | BSK Belgrad            | Vitez Belgrad      | ?   | ?              | 10 klubów                 |
| 1942/1943             |   |   | 5 | BSK Belgrad | SK 1913                | Obilić Belgrad     | ?   | ?              | 10 klubów                 |
| 1943/1944             |   |   | 6 | BSK Belgrad | SK 1913                | Obilić Belgrad     | ?   | ?              | 10 klubów, nie donończono |

| 1945–1992 | Mistrzostwa SFR Jugosławii |

| 1992–2006 | Mistrzostwa Serbii i Czarnogóry (do 2003 FR Jugosławii) |

| Sezon     | K | K | T  | Mistrz                | Wicemistrz            | III miejsce           | Br. | Król strzelców                                                                                       | Uwagi              |
| 2006/2007 |   |   | 1  | Crvena zvezda Belgrad | Partizan Belgrad      | Vojvodina Nowy Sad    | 18  | Srđan Baljak (Banat)                                                                                 | 12 klubów, 2 rundy |
| 2007/2008 |   |   | 1  | Partizan Belgrad      | Crvena zvezda Belgrad | Vojvodina Nowy Sad    | 13  | Nenad Jestrović (Crvena zvezda)                                                                      | 12 klubów          |
| 2008/2009 |   |   | 2  | Partizan Belgrad      | Vojvodina Nowy Sad    | Crvena zvezda Belgrad | 19  | Lamine Diarra (Partizan)                                                                             | 12 klubów          |
| 2009/2010 |   |   | 3  | Partizan Belgrad      | Crvena zvezda Belgrad | OFK Belgrad           | 22  | Dragan Mrđa (Vojvodina)                                                                              | 16 klubów          |
| 2010/2011 |   |   | 4  | Partizan Belgrad      | Crvena zvezda Belgrad | Vojvodina Nowy Sad    | 13  | Ivica Iliev (Partizan), Andrija Kaluđerović (Crvena zvezda)                                          | 16 klubów          |
| 2011/2012 |   |   | 5  | Partizan Belgrad      | Crvena zvezda Belgrad | Vojvodina Nowy Sad    | 22  | Darko Spalević (Radnički 1923)                                                                       | 16 klubów          |
| 2012/2013 |   |   | 6  | Partizan Belgrad      | Crvena zvezda Belgrad | Vojvodina Nowy Sad    | 19  | Miloš Stojanović (FK Jagodina)                                                                       | 16 klubów          |
| 2013/2014 |   |   | 2  | Crvena zvezda Belgrad | Partizan Belgrad      | FK Jagodina           | 19  | Dragan Mrđa (Crvena zvezda)                                                                          | 16 klubów          |
| 2014/2015 |   |   | 7  | Partizan Belgrad      | Crvena zvezda Belgrad | Čukarički Belgrad     | 15  | Patrick Friday Eze (Mladost Lučani)                                                                  | 16 klubów          |
| 2015/2016 |   |   | 3  | Crvena zvezda Belgrad | Partizan Belgrad      | Čukarički Belgrad     | 21  | Aleksandar Katai (Crvena zvezda)                                                                     | 16 klubów, 2 rundy |
| 2016/2017 |   |   | 8  | Partizan Belgrad      | Crvena zvezda Belgrad | Vojvodina Nowy Sad    | 24  | Uroš Đurđević (Partizan), Leonardo (Partizan)                                                        | 16 klubów, 2 rundy |
| 2017/2018 |   |   | 4  | Crvena zvezda Belgrad | Partizan Belgrad      | Radnički Nisz         | 25  | Aleksandar Pešić (Crvena zvezda)                                                                     | 16 klubów, 2 rundy |
| 2018/2019 |   |   | 5  | Crvena zvezda Belgrad | Radnički Nisz         | Partizan Belgrad      | 25  | Nermin Haskić (Radnički Nisz)                                                                        | 16 klubów, 2 rundy |
| 2019/2020 |   |   | 6  | Crvena zvezda Belgrad | Partizan Belgrad      | Vojvodina Nowy Sad    | 16  | Nenad Lukić (TSC Bačka Topola), Nikola Petković (Javor Ivanjica), Vladimir Silađi (TSC Bačka Topola) | 16 klubów, 2 rundy |
| 2020/2021 |   |   | 7  | Crvena zvezda Belgrad | Partizan Belgrad      | Čukarički Belgrad     | 25  | Milan Makarić (Radnik Surdulica)                                                                     | 20 klubów          |
| 2021/2022 |   |   | 8  | Crvena zvezda Belgrad | Partizan Belgrad      | Čukarički Belgrad     | 29  | Ricardo Gomes (Partizan)                                                                             | 16 klubów, 2 rundy |
| 2022/2023 |   |   | 9  | Crvena zvezda Belgrad | TSC Bačka Topola      | Čukarički Belgrad     | 19  | Ricardo Gomes (Partizan)                                                                             | 16 klubów, 2 rundy |
| 2023/2024 |   |   | 10 | Crvena zvezda Belgrad | Partizan Belgrad      | TSC Bačka Topola      | 17  | Miloš Luković (IMT Belgrad) Matheus Saldanha (Partizan)                                              | 16 klubów, 2 rundy |
| 2024/2025 |   |   | 11 | Crvena zvezda Belgrad | Partizan Belgrad      | FK Novi Pazar         | 19  | Cherif Ndiaye (Crvena zvezda)                                                                        | 16 klubów, 2 rundy |

## Statystyka

### Klasyfikacja według klubów
W dotychczasowej historii oficjalnych Mistrzostw Serbii na podium oficjalnie stawało w sumie 7 drużyn. Liderem klasyfikacji jest Crvena zvezda Belgrad, która zdobyła 10 tytułów mistrzowskich.
Stan po sezonie 2024/2025.
| Lp. | Klub               | Miejsca na podium | Miejsca na podium     | Miejsca na podium | Zwycięskie sezony                                                      |   |   |                                                                                                   |
| --- | ------------------ | ----------------- | --------------------- | ----------------- | ---------------------------------------------------------------------- | - | - | ------------------------------------------------------------------------------------------------- |
| Lp. | Klub               | 1.                | Crvena zvezda Belgrad | 11                | Zwycięskie sezony                                                      | 7 | 1 | 2006/07, 2013/14, 2015/16, 2017/18, 2018/19, 2019/20, 2020/21, 2021/22, 2022/23, 2023/24, 2024/25 |
| 2.  | Partizan Belgrad   | 8                 | 9                     | 1                 | 2007/08, 2008/09, 2009/10, 2010/11, 2011/12, 2012/13, 2014/15, 2016/17 |   |   |                                                                                                   |
| 3.  | Vojvodina Nowy Sad | 0                 | 1                     | 7                 |                                                                        |   |   |                                                                                                   |
| 4.  | Radnički Nisz      | 0                 | 1                     | 1                 |                                                                        |   |   |                                                                                                   |
| 4.  | TSC Bačka Topola   | 0                 | 1                     | 1                 |                                                                        |   |   |                                                                                                   |
| 6.  | Čukarički Belgrad  | 0                 | 0                     | 5                 |                                                                        |   |   |                                                                                                   |
| 7.  | FK Jagodina        | 0                 | 0                     | 1                 |                                                                        |   |   |                                                                                                   |
| 7.  | FK Novi Pazar      | 0                 | 0                     | 1                 |                                                                        |   |   |                                                                                                   |
| 7.  | OFK Belgrad        | 0                 | 0                     | 1                 |                                                                        |   |   |                                                                                                   |

### Klasyfikacja według miast
Siedziby klubów: stan po sezonie 2024/25.
| Miasto  | Liczba tytułów | Kluby                                            |
| ------- | -------------- | ------------------------------------------------ |
| Belgrad | 19             | Crvena zvezda Belgrad (11), Partizan Belgrad (8) |

## Uczestnicy
Są 41 zespołów, które wzięli udział w 19 sezonach Mistrzostw Serbii, które były prowadzone od 2006/07 aż do sezonu 2024/25 łącznie. Tylko Crvena zvezda Belgrad, Partizan Belgrad i Vojvodina Nowy Sad były zawsze obecni w każdej edycji.
Pogrubione zespoły biorące udział w sezonie 2024/25.
- 19 razy: Crvena zvezda Belgrad, Partizan Belgrad, FK Vojvodina
- 16 razy: Čukarički Belgrad, FK Spartak Subotica
- 14 razy: Napredak Kruševac
- 13 razy: Javor Ivanjica, FK Rad, Radnički Nisz
- 12 razy: Mladost Lučani, FK Voždovac
- 11 razy: FK Novi Pazar, OFK Beograd
- 10 razy: Borac Čačak
- 9 razy: Radnik Surdulica
- 8 razy: FK Jagodina, Radnički Kragujevac
- 7 razy: Hajduk Kula, Metalac Gornji Milanovac
- 6 razy: FK Smederevo, FK TSC Bačka Topola
- 4 razy: Bačka Bačka Palanka, BSK Borča, Mačva Šabac, Proleter Nowy Sad, Sloboda Užice
- 3 razy: Banat Zrenjanin, Donji Srem, FK Inđija, Zemun Belgrad
- 2 razy: FK Bežanija, FK IMT, FK Kolubara, FK Železničar Pančevo
- 1 raz: Dinamo Vranje, Jedinstvo Ub, Mladi Radnik Požarevac, Mladost Apatin, FK Mladost Nowy Sad, FK Tekstilac Odžaci, FK Zlatibor Čajetina.